# Seznam polkov po zaporednih številkah (750. - 799.)
Seznam polkov po zaporednih številkah - polki od 750. do 799.

## 750. polk
Pehotni
- 750. strelski polk (ZSSR)
- 750. grenadirski polk (Wehrmacht)
- 750. pehotni polk (Wehrmacht)

## 751. polk
Pehotni
- 751. strelski polk (ZSSR)
- 751. pehotni polk (Wehrmacht)
- 751. grenadirski polk (Wehrmacht)

## 752. polk
Pehotni
- 752. strelski polk (ZSSR)
- 752. pehotni polk (Wehrmacht)
- 752. grenadirski polk (Wehrmacht)

Artilerijski
- 752. artilerijski polk (Wehrmacht)
- 752. obalni artilerijski polk kopenske vojske (Wehrmacht)

## 753. polk
Pehotni
- 753. strelski polk (ZSSR)
- 753. pehotni polk (Wehrmacht)
- 753. grenadirski polk (Wehrmacht)

## 754. polk
Pehotni
- 754. strelski polk (ZSSR)
- 754. pehotni polk (Wehrmacht)
- 754. grenadirski polk (Wehrmacht)

## 755. polk
Pehotni
- 755. strelski polk (ZSSR)
- 755. pehotni polk (Wehrmacht)
- 755. grenadirski polk (Wehrmacht)

## 756. polk
Pehotni
- 756. strelski polk (ZSSR)
- 756. pehotni polk (Wehrmacht)
- 756. gorski polk (Wehrmacht)
- 756. grenadirski polk (Wehrmacht)

## 757. polk
Pehotni
- 757. strelski polk (ZSSR)
- 757. pehotni polk (Wehrmacht)
- 757. grenadirski polk (Wehrmacht)

## 758. polk
Pehotni
- 758. strelski polk (ZSSR)
- 758. pehotni polk (Wehrmacht)
- 758. grenadirski polk (Wehrmacht)

## 759. polk
Pehotni
- 759. strelski polk (ZSSR)
- 759. pehotni polk (Wehrmacht)
- 759. grenadirski polk (Wehrmacht)

## 760. polk
Pehotni
- 760. strelski polk (ZSSR)
- 760. pehotni polk (Wehrmacht)
- 760. grenadirski polk (Wehrmacht)

Artilerijski
- 760. artilerijski polk (Wehrmacht)

## 761. polk
Pehotni
- 761. strelski polk (ZSSR)
- 761. pehotni polk (Wehrmacht)
- 761. grenadirski polk (Wehrmacht)

Artilerijski
- 761. artilerijski polk (Wehrmacht)

## 762. polk
Pehotni
- 762. strelski polk (ZSSR)
- 762. pehotni polk (Wehrmacht)
- 762. grenadirski polk (Wehrmacht)

Artilerijski
- 762. artilerijski polk (Wehrmacht)

## 763. polk
Pehotni
- 763. strelski polk (ZSSR)
- 763. pehotni polk (Wehrmacht)
- 763. grenadirski polk (Wehrmacht)

## 764. polk
Pehotni
- 764. strelski polk (ZSSR)
- 764. pehotni polk (Wehrmacht)
- 764. grenadirski polk (Wehrmacht)

## 765. polk
Pehotni
- 765. strelski polk (ZSSR)
- 765. pehotni polk (Wehrmacht)
- 765. grenadirski polk (Wehrmacht)

## 766. polk
Pehotni
- 766. strelski polk (ZSSR)
- 766. pehotni polk (Wehrmacht)
- 766. grenadirski polk (Wehrmacht)

Artilerijski
- 766. artilerijski polk (Wehrmacht)

## 767. polk
Pehotni
- 767. strelski polk (ZSSR)
- 767. pehotni polk (Wehrmacht)
- 767. grenadirski polk (Wehrmacht)

## 768. polk
Pehotni
- 768. strelski polk (ZSSR)
- 768. pehotni polk (Wehrmacht)
- 768. grenadirski polk (Wehrmacht)

## 769. polk
Pehotni
- 769. strelski polk (ZSSR)
- 769. pehotni polk (Wehrmacht)
- 769. grenadirski polk (Wehrmacht)

## 770. polk
Pehotni
- 770. strelski polk (ZSSR)
- 770. pehotni polk (Wehrmacht)
- 770. grenadirski polk (Wehrmacht)

Inženirski/Pionirski
- 770. pionirski polk (Wehrmacht)

## 772. polk
Pehotni
- 772. strelski polk (ZSSR)
- 772. pehotni polk (Wehrmacht)
- 772. grenadirski polk (Wehrmacht)

## 773. polk
Pehotni
- 773. strelski polk (ZSSR)
- 773. pehotni polk (Wehrmacht)

## 774. polk
Pehotni
- 774. strelski polk (ZSSR)
- 774. pehotni polk (Wehrmacht)
- 774. grenadirski polk (Wehrmacht)

## 775. polk
Pehotni
- 775. strelski polk (ZSSR)

Artilerijski
- 775. artilerijski polk (Wehrmacht)

## 776. polk
Pehotni
- 776. samostojni pehotni polk (Severna Koreja)
- 776. gorski polk (ZSSR)

## 779. polk
Pehotni
- 779. strelski polk (ZSSR)

Artilerijski
- 779. artilerijski polk (Wehrmacht)

## 781. polk
Pehotni
- 781. strelski polk (ZSSR)

Artilerijski
- 781. artilerijski polk (Wehrmacht)

## 782. polk
Pehotni
- 782. strelski polk (ZSSR)

Artilerijski
- 782. artilerijski polk (Wehrmacht)

## 783. polk
Pehotni
- 783. strelski polk (ZSSR)

Artilerijski
- 783. artilerijski polk (Wehrmacht)

## 785. polk
Pehotni
- 785. strelski polk (ZSSR)

Artilerijski
- 785. artilerijski polk (Wehrmacht)

## 786. polk
Pehotni
- 786. strelski polk (ZSSR)

Artilerijski
- 786. artilerijski polk (Wehrmacht)

## 787. polk
Pehotni
- 787. strelski polk (ZSSR)

Artilerijski
- 787. artilerijski polk (Wehrmacht)

## 788. polk
Pehotni
- 788. strelski polk (ZSSR)

Artilerijski
- 788. artilerijski polk (Wehrmacht)

## 792. polk
Pehotni
- 792. strelski polk (ZSSR)

Artilerijski
- 792. artilerijski polk (Wehrmacht)

## 799. polk
Letalski
- 799. izvidniški aviacijski polk (ZDA)
- 799. samostojni komunikacijski polk (ZSSR)